# 褐斑南星
褐斑南星（学名：Arisaema meleagris）是天南星科天南星属的植物，是中国的特有植物。分布于中国大陆的四川等地，生长于海拔2,000米至2,500米的地区，一般生于山坡灌丛，目前尚未由人工引种栽培。

## 异名
- Arisaema meleagris Buchet var. sinuatum Buchet